# Alpine A110 (2017)
L'Alpine A110 è una coupé della casa automobilistica francese Alpine, presentato nel marzo 2017 e commercializzato nell'autunno dello stesso anno.
Questa berlinetta segna la ripresentazione del marchio (di proprietà di Renault), più di 20 anni dopo il suo ultimo utilizzo avvenuto nel 1995 con l'Alpine A610.

## Storia

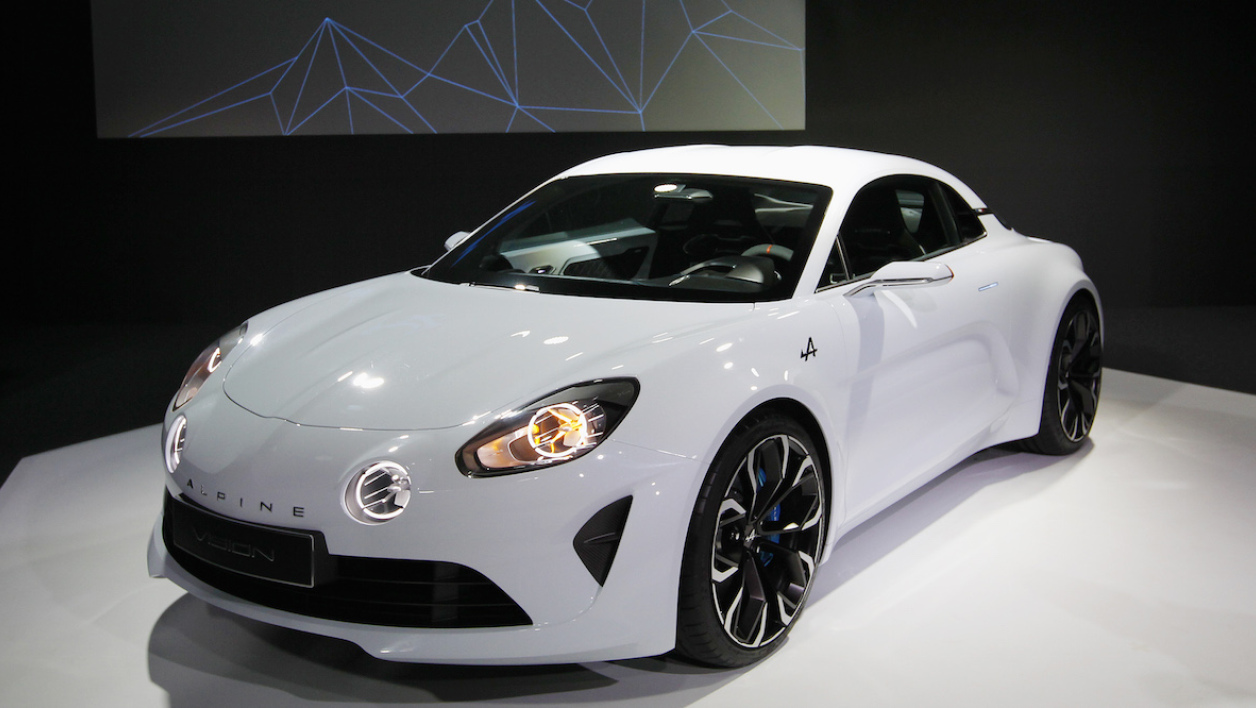
L'Alpine Vision

La casa automobilistica di auto sportive Alpine, fondata dal pilota Jean Rédélé nel 1955, dal 1973 è di proprietà della Renault e ha prodotto modelli con il proprio marchio sino al 1995; in seguito lo stabilimento di Dieppe è stato utilizzato per la produzione di alcuni specifici modelli della gamma Renault. Nel 2012 il presidente di Renault Carlos Ghosn ha annunciato la riproposizione di modelli a nome "Alpine" e la rinascita si è materializzata inizialmente con la realizzazione di alcune concept car, la Alpine Célébration nel 2015 (per i 60 anni dell'Alpine) e l'Alpine Vision nel 2016 (che prefigura il futuro design della nuova auto).
La vettura definitiva è stata presentata per la prima volta in configurazione di serie Première Edition al 87º Salone dell'automobile di Ginevra nel marzo 2017.
L'anteprima italiana è avvenuta nel giugno 2017 nell'ambito della manifestazione Salone dell'Auto di Torino 2017 al Parco del Valentino in versione Première Edition.
Nel marzo 2020 viene annunciata la versione speciale Alpine A110 Legende GT, realizzata in 400 unità.

## Profilo
Nel 2017, l'Alpine A110 Première Edition è venduta in Francia in tre colori (Bleu Alpine, Blanc solaire e Noir Profond) ed è stato dichiarato che questa prima versione verrà prodotta in una tiratura limitata a 1955 esemplari, per ricordare l'anno di nascita dell'Alpine.

### Estetica
L'estetica riprende e si ispira fortemente all'omonima antenata, con una configurazione con motore posteriore-centrale e trazione al retrotreno e con un corpo vettura a berlinetta, caratterizzato da linee tondeggianti all'anteriore con cofano anteriore solcato da tre piccole nervature, con i quattro tipici fari circolari separati, di cui i due principali esterni hanno una forma più squadrata e linee più squadrate al posteriore con i doppi fari sottili orizzontali.
Gli interni e l'abitacolo della A110 presentano sedili avvolgenti della Sabelt da 13,1 kg, inserti in alluminio e carbonio e uno schermo touch screen centrale da 10 in (25 cm) con quadro strumenti digitale.
I cerchi in alluminio da 18 in (46 cm) sono prodotti dalla Otto Fuchs.
La vettura non ha né alettoni né spoilers, ma grazie ai diffusori, al fondo piatto, al Cx di 0,32 e alla forma aerodinamica, è capace di raggiungere i 250 km/h.

### Meccanica

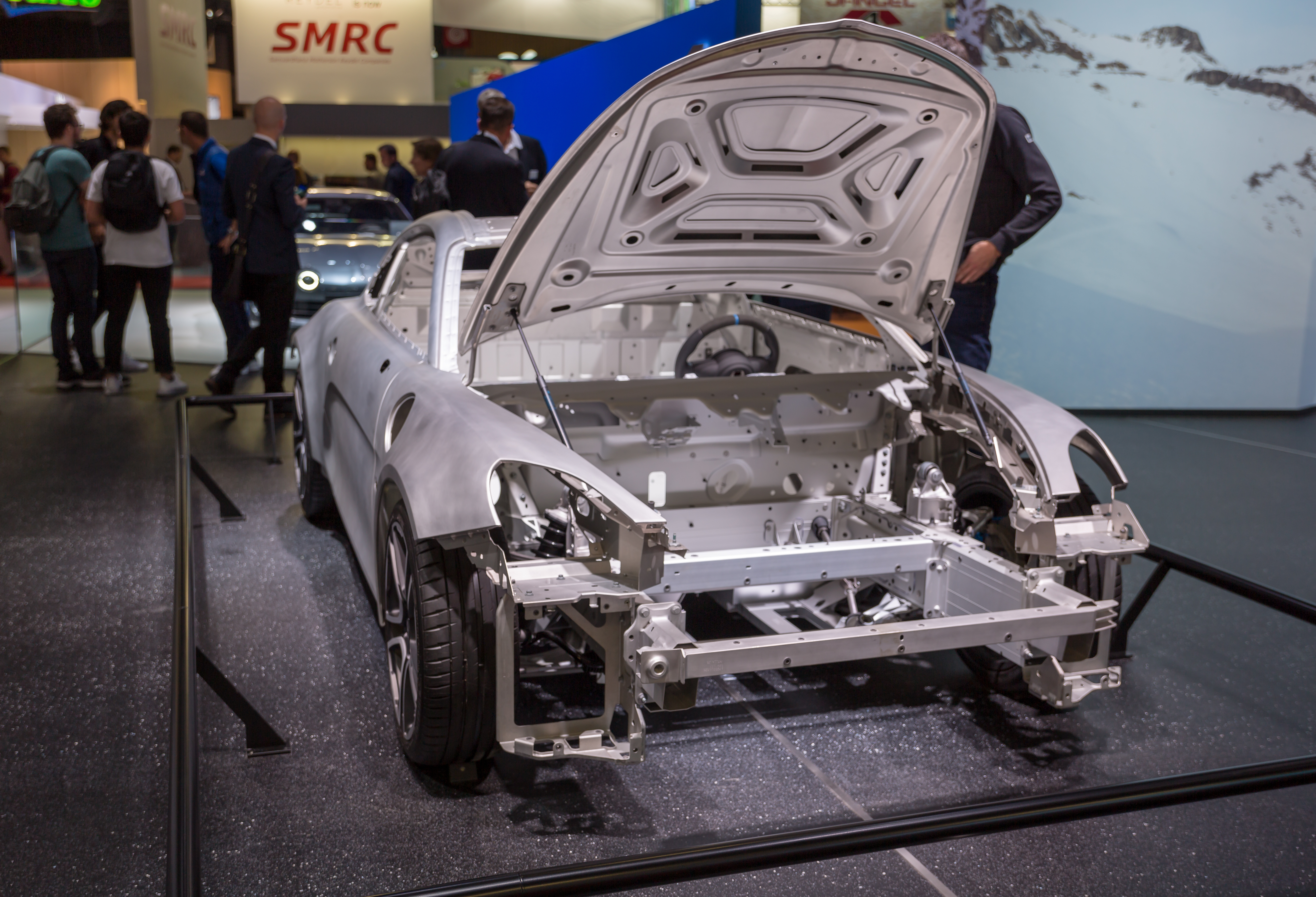
Spaccato del telaio e della carrozzeria in alluminio

Il propulsore è un M5Pt 1.8 TCe da 1.798 cm³ a benzina a 4 cilindri e 16 valvole con turbocompressore e distribuzione bialbero, erogante una potenza massima di 252 CV (185 kW) e una coppia massima di 320 Nm, sviluppato dalla Renault-Nissan e rielaborato dagli ingegneri della Alpine.
Il cambio è automatico robotizzato DCT a 7 rapporti realizzato dalla Getrag con frizione bidisco a bagno d'olio.
Il peso si attesta sui 1.080 kg (1.103 kg in ordine di marcia), la velocità massima (limitata elettronicamente) è di 250 km/h, l'accelerazione da 0 a 100 km/h è di 4,5 secondi e il rapporto peso/potenza è di 4,3 kg/CV.
I dati di consumo combinato si attestano sui 6,2 litri/100 km con emissioni di CO2 pari a 140 g/km.
Il telaio (prodotto in Italia dalla Cecomp nello stabilimento di Piobesi Torinese) e la carrozzeria sono al 96% in alluminio, con freni Brembo a dischi ventilati all'anteriore e pieni al posteriore. La ripartizione dei pesi è 44% all'avantreno e 56% al retrotreno.

## A110 S
Introdotto nel giugno 2019, l'A110S è una variante alleggerita e più performante della normale A110. L'A110 S beneficia di un motore derivato da quello della  Megane RS Cup, con un incremento di potenza che va dai 252 CV dell'originale a 292 CV.

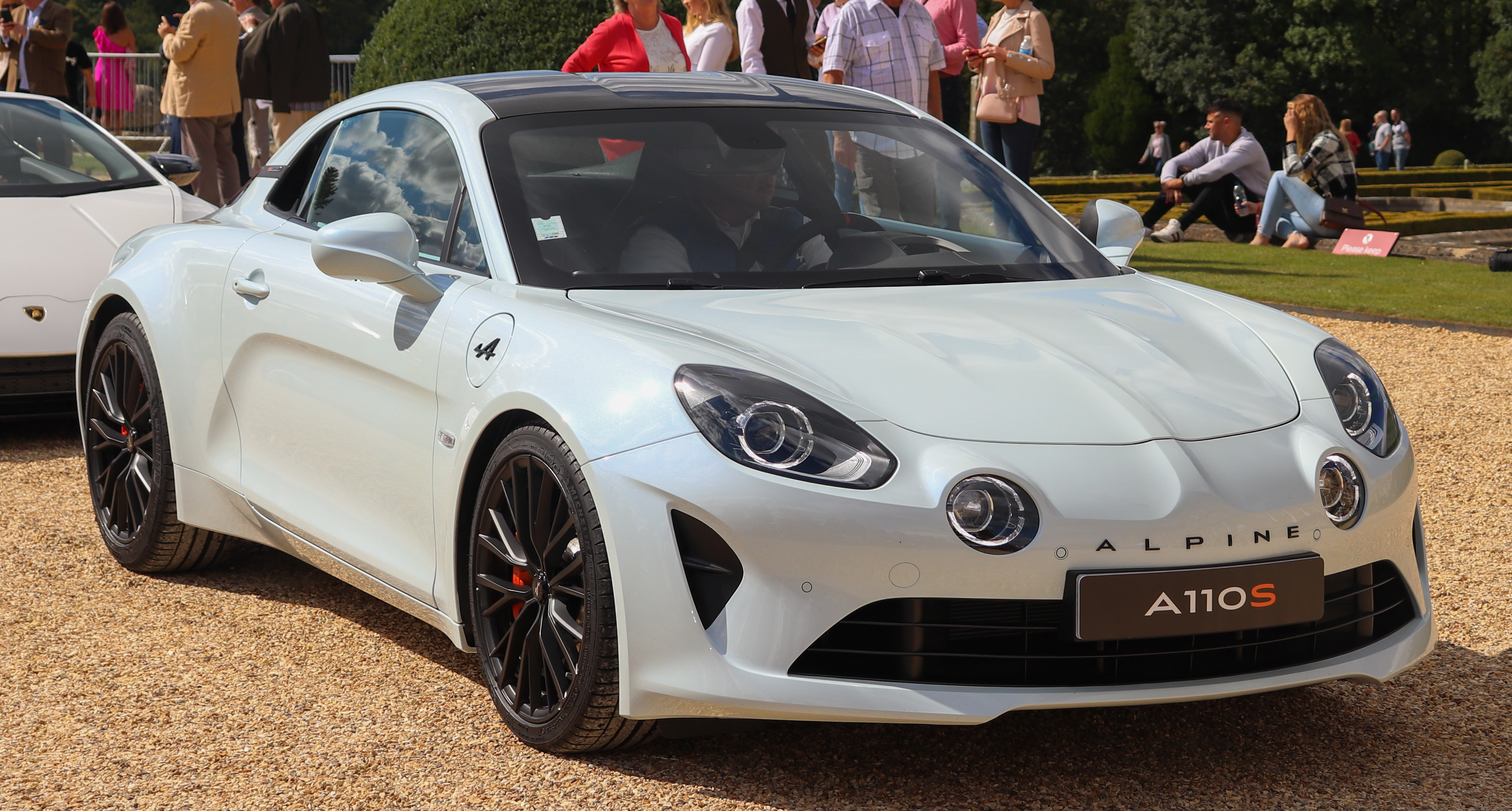
Alpine A110 S

A livello meccanico, sono state modificate e sostituite le molle ora più rigide, nuove barre antirollio e ammortizzatori, freni in carboceramica. L'altezza da terra è stata abbassata di 4 mm e l'auto è dotata di pneumatici speciali Michelin Pilot Sport 4 con una mescola più morbida che contribuisce a migliorare aderenza sull'asfalto.
La pressione del turbocompressore è stata incrementata di 0,4 bar. La potenza massima viene raggiunta a 1400 giri/min in più rispetto al motore standard. Il cambio a doppia frizione a 7 rapporti rimane invariato. Le nuove molle e le barre antirollio sono più rigide del 50 e 100 percento rispetto all'auto standard. Anche il sistema di controllo elettronico di trazione e stabilità stato stati ottimizzati per migliorare la maneggevolezza e viene dotata di una modalità che permette di disattivare tutti i controlli elettronici.
Esteticamente ci sono alcune modifiche, tra cui le pinze dei freni verniciate in arancioni e cerchi in lega Fuchs più leggeri rispetto agli standard. Il tetto è in fibra di carbonio con finitura lucida e riduce di 1,9 kg il peso totale dell'auto che nella variante S si attesta sui 1114 kg.
L'A110S accelera da 0 a 100 km/h in 4,4 secondi (0,1 secondi più veloce dell'auto standard) e ha una velocità massima limitata elettronicamente di 250 km/h.

## Restyling 2021
A novembre 2021 la vettura subisce un leggero restyling, che si compone di lievi interventi estetici e leggere modifiche alla meccanica, nonché di una riorganizzazione della gamma che viene articolata in tre versioni: A110, GT ed S.

## A110 R

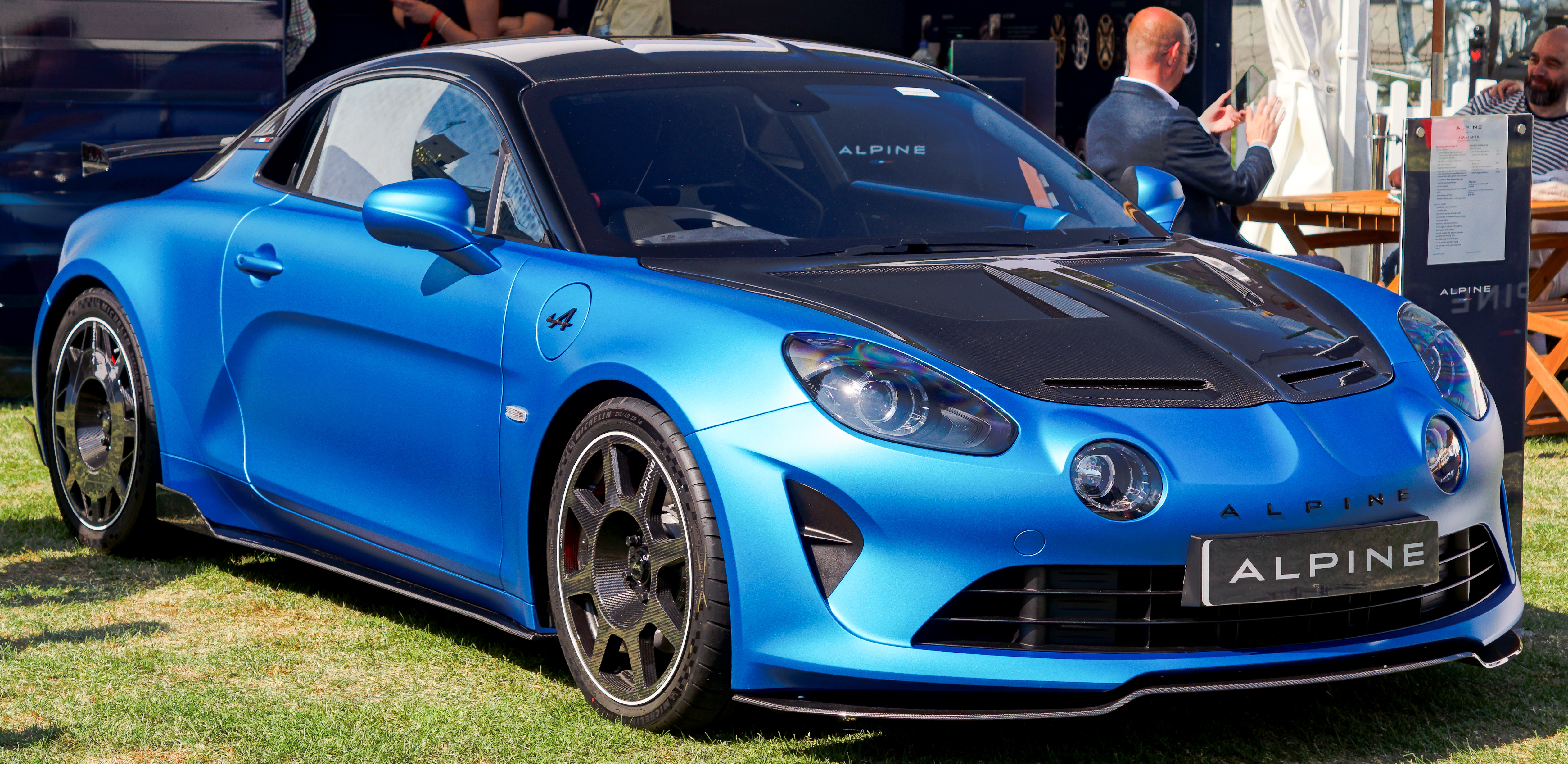
A110R

L'Alpine A110 R (che sta per "Radical") è una versione più pistaiola della A110, che ha debuttato il 4 ottobre 2022, con una carrozzeria ridisegnata avente un kit aerodinamico specifico (composto da alettone posteriore, minigonne e splitter anteriore) e una configurazione del telaio irrigidita.
Grazie ad una serie di alleggerimenti in varie parti e componenti, ciò le consente di accelerare da 0 a 100 km/h in 3,9 secondi (tre decimi di secondo più veloce della A110 S) e di farle raggiungere una velocità massima di 285 km/h.
L'A110 R fa largo uso di componenti in fibra di carbonio, contribuendo a una riduzione del peso di 34 chilogrammi e portando il peso totale a 1082 chilogrammi. Tra le componenti in fibra di carbonio spiccano il cofano con doppia presa d'aria, i cerchi da 18 pollici, il cofano motore e i sedili monoscocca Sabelt. Inoltre, l'A110 R presenta sospensioni più rigide con ammortizzatori regolabili, che consentono di abbassare l'altezza da terra di 10 millimetri e nuovi freni Brembo maggiorati. Il doppio sistema di scarico è stato aggiornato con una doppia parete prodotta utilizzando la stampa 3D per isolare meglio i gas di scarico.

## Caratteristiche tecniche

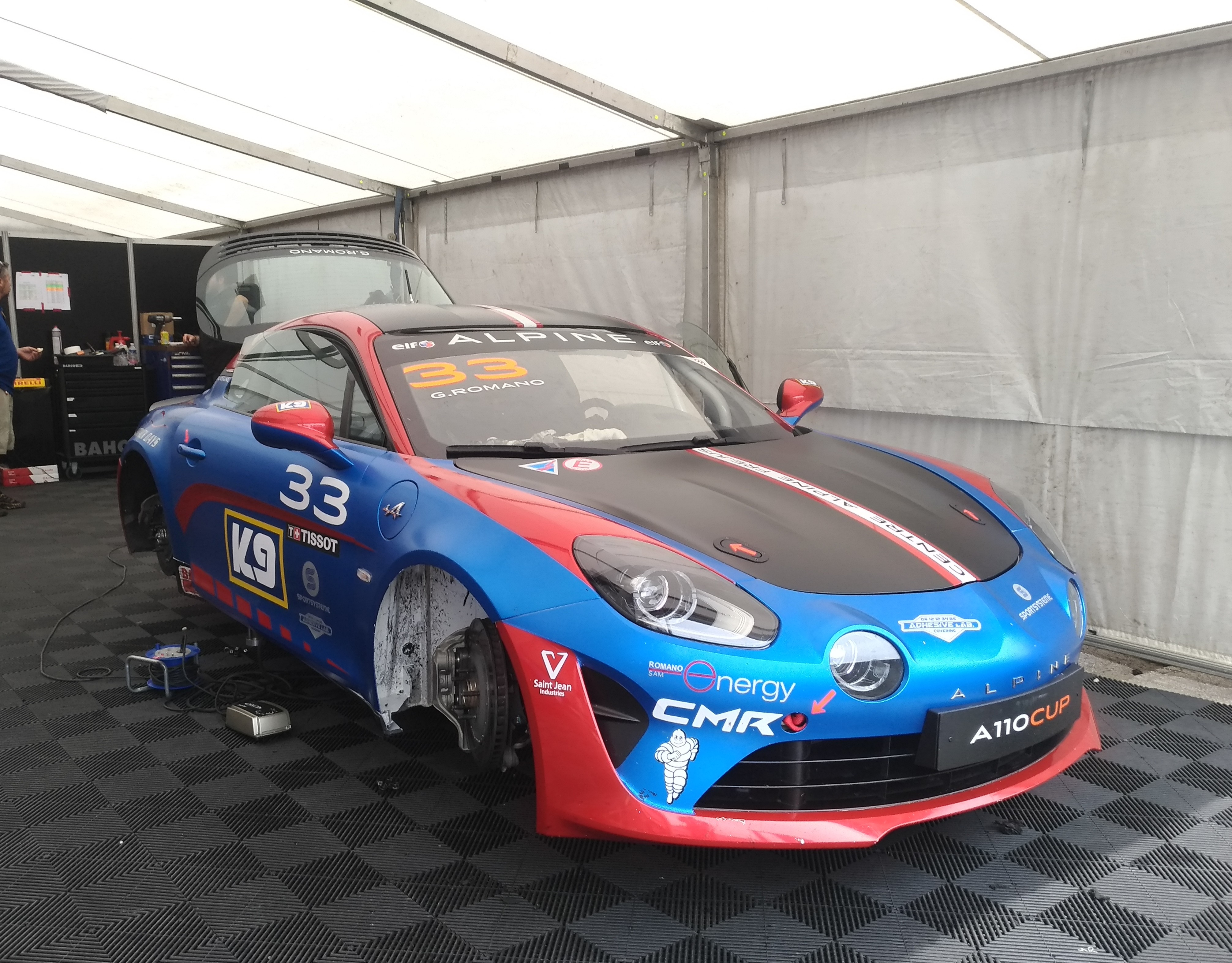
Alpine A110 Cup

| Caratteristiche tecniche - A110 – Première Edition – 2017                  | Caratteristiche tecniche - A110 – Première Edition – 2017                                                    | Caratteristiche tecniche - A110 – Première Edition – 2017                                                    | Caratteristiche tecniche - A110 – Première Edition – 2017                                                    | Caratteristiche tecniche - A110 – Première Edition – 2017                                                    | Caratteristiche tecniche - A110 – Première Edition – 2017                                                    |
| -------------------------------------------------------------------------- | --- | --- | --- | --- | --- |
|                                                                            | | | | | |
| Configurazione                                                             | | | | | |
| Carrozzeria: berlinetta                                                    | Carrozzeria: berlinetta                                                                                      | Posizione motore: centrale-posteriore                                                                        | Posizione motore: centrale-posteriore                                                                        | Trazione: posteriore                                                                                         | Trazione: posteriore                                                                                         |
| Dimensioni e pesi                                                          | | | | | |
| Ingombri (lungh.×largh.×alt. in mm): 4180 × 1798 × 1252                    | Ingombri (lungh.×largh.×alt. in mm): 4180 × 1798 × 1252                                                      | Ingombri (lungh.×largh.×alt. in mm): 4180 × 1798 × 1252                                                      | Ingombri (lungh.×largh.×alt. in mm): 4180 × 1798 × 1252                                                      | Diametro minimo sterzata:                                                                                    | Diametro minimo sterzata:                                                                                    |
| Interasse: 2419 mm                                                         | Interasse: 2419 mm                                                                                           | Carreggiate: anteriore 1556 - posteriore 1553 mm                                                             | Carreggiate: anteriore 1556 - posteriore 1553 mm                                                             | Altezza minima da terra:                                                                                     | Altezza minima da terra:                                                                                     |
| Posti totali: 2                                                            | Posti totali: 2                                                                                              | Bagagliaio: 100 litri anteriore + 96 litri posteriore                                                        | Bagagliaio: 100 litri anteriore + 96 litri posteriore                                                        | Serbatoio: 45 litri                                                                                          | Serbatoio: 45 litri                                                                                          |
| Masse                                                                      | a vuoto: 1080 kg / in ordine di marcia: 1103 kg                                                              | a vuoto: 1080 kg / in ordine di marcia: 1103 kg                                                              | a vuoto: 1080 kg / in ordine di marcia: 1103 kg                                                              | a vuoto: 1080 kg / in ordine di marcia: 1103 kg                                                              | a vuoto: 1080 kg / in ordine di marcia: 1103 kg                                                              |
| Meccanica                                                                  | | | | | |
| Tipo motore: M5Pt 1.8 TCe, benzina a quattro tempi, 4 cilindri, 16 valvole | Tipo motore: M5Pt 1.8 TCe, benzina a quattro tempi, 4 cilindri, 16 valvole                                   | Tipo motore: M5Pt 1.8 TCe, benzina a quattro tempi, 4 cilindri, 16 valvole                                   | Cilindrata: 1798 cm³                                                                                         | Cilindrata: 1798 cm³                                                                                         | Cilindrata: 1798 cm³                                                                                         |
| Distribuzione: DOHC                                                        | Distribuzione: DOHC                                                                                          | Distribuzione: DOHC                                                                                          | Alimentazione: iniezione diretta con turbocompressore                                                        | Alimentazione: iniezione diretta con turbocompressore                                                        | Alimentazione: iniezione diretta con turbocompressore                                                        |
| Prestazioni motore                                                         | Potenza: 252 CV (185 kW) a 6000 giri/min / Coppia: 320 Nm a 2500 giri/min                                    | Potenza: 252 CV (185 kW) a 6000 giri/min / Coppia: 320 Nm a 2500 giri/min                                    | Potenza: 252 CV (185 kW) a 6000 giri/min / Coppia: 320 Nm a 2500 giri/min                                    | Potenza: 252 CV (185 kW) a 6000 giri/min / Coppia: 320 Nm a 2500 giri/min                                    | Potenza: 252 CV (185 kW) a 6000 giri/min / Coppia: 320 Nm a 2500 giri/min                                    |
| Frizione: doppia frizione con comando elettroidraulico                     | Frizione: doppia frizione con comando elettroidraulico                                                       | Frizione: doppia frizione con comando elettroidraulico                                                       | Cambio: automatico robotizzato a 7 rapporti                                                                  | Cambio: automatico robotizzato a 7 rapporti                                                                  | Cambio: automatico robotizzato a 7 rapporti                                                                  |
| Telaio                                                                     | | | | | |
| Corpo vettura                                                              | alluminio | alluminio | alluminio | alluminio | alluminio |
| Sterzo                                                                     | cremagliera servoassistito elettronicamente                                                                  | cremagliera servoassistito elettronicamente                                                                  | cremagliera servoassistito elettronicamente                                                                  | cremagliera servoassistito elettronicamente                                                                  | cremagliera servoassistito elettronicamente                                                                  |
| Sospensioni                                                                | anteriori: a doppio triangolo / posteriori: a doppio triangolo                                               | anteriori: a doppio triangolo / posteriori: a doppio triangolo                                               | anteriori: a doppio triangolo / posteriori: a doppio triangolo                                               | anteriori: a doppio triangolo / posteriori: a doppio triangolo                                               | anteriori: a doppio triangolo / posteriori: a doppio triangolo                                               |
| Freni                                                                      | anteriori: pinza fissa a 4 pistoni disco da 320 mm / posteriori: pinza flottante a 1 pistone disco da 320 mm | anteriori: pinza fissa a 4 pistoni disco da 320 mm / posteriori: pinza flottante a 1 pistone disco da 320 mm | anteriori: pinza fissa a 4 pistoni disco da 320 mm / posteriori: pinza flottante a 1 pistone disco da 320 mm | anteriori: pinza fissa a 4 pistoni disco da 320 mm / posteriori: pinza flottante a 1 pistone disco da 320 mm | anteriori: pinza fissa a 4 pistoni disco da 320 mm / posteriori: pinza flottante a 1 pistone disco da 320 mm |
| Pneumatici                                                                 | 205/40 Y 18 (anteriori) – 235/40 Y 18 (posteriori) / Cerchi: 18 in (46 cm)                                   | 205/40 Y 18 (anteriori) – 235/40 Y 18 (posteriori) / Cerchi: 18 in (46 cm)                                   | 205/40 Y 18 (anteriori) – 235/40 Y 18 (posteriori) / Cerchi: 18 in (46 cm)                                   | 205/40 Y 18 (anteriori) – 235/40 Y 18 (posteriori) / Cerchi: 18 in (46 cm)                                   | 205/40 Y 18 (anteriori) – 235/40 Y 18 (posteriori) / Cerchi: 18 in (46 cm)                                   |
| Prestazioni dichiarate                                                     | | | | | |
| Velocità: limitata elettronicamente a 250 km/h                             | Velocità: limitata elettronicamente a 250 km/h                                                               | Velocità: limitata elettronicamente a 250 km/h                                                               | Accelerazione: 4,5 s (0-100 km/h)                                                                            | Accelerazione: 4,5 s (0-100 km/h)                                                                            | Accelerazione: 4,5 s (0-100 km/h)                                                                            |
| Consumi                                                                    | 6,2 litri × 100 km                                                                                           | 6,2 litri × 100 km                                                                                           | 6,2 litri × 100 km                                                                                           | 6,2 litri × 100 km                                                                                           | 6,2 litri × 100 km                                                                                           |
| Omologazione: Euro 6                                                       | Omologazione: Euro 6                                                                                         | Omologazione: Euro 6                                                                                         | Emissioni CO2: 140 g/km                                                                                      | Emissioni CO2: 140 g/km                                                                                      | Emissioni CO2: 140 g/km                                                                                      |
| Altro                                                                      | | | | | |
| Dati aerodinamici                                                          | SCx 0,621 m² / Cx 0,32                                                                                       | SCx 0,621 m² / Cx 0,32                                                                                       | SCx 0,621 m² / Cx 0,32                                                                                       | SCx 0,621 m² / Cx 0,32                                                                                       | SCx 0,621 m² / Cx 0,32                                                                                       |
| Fonte dei dati:                                                            | | | | | |

## Attività sportiva

### Alpine A110 Cup
L'Alpine A110 Cup è stata presentata nell'ottobre 2017.
Questa versione dell'A110 pensata per il solo utilizzo su pista, impiega lo stesso telaio dell'auto stradale ma è stato modificato per poter montare un roll-bar, sospensioni regolabili e freni da corsa. Anche il motore turbo da 1,8 litri è simile alla vettura stradale, ma la potenza è stata aumentata a 270 CV con la trasmissione affidata a un cambio sequenziale da corsa su misura e pneumatici slick della Michelin. L'auto è stata progettata per essere usata in un campionato monomarca chiamato Alpine Elf Europa Cup.

### Alpine A110 GT4

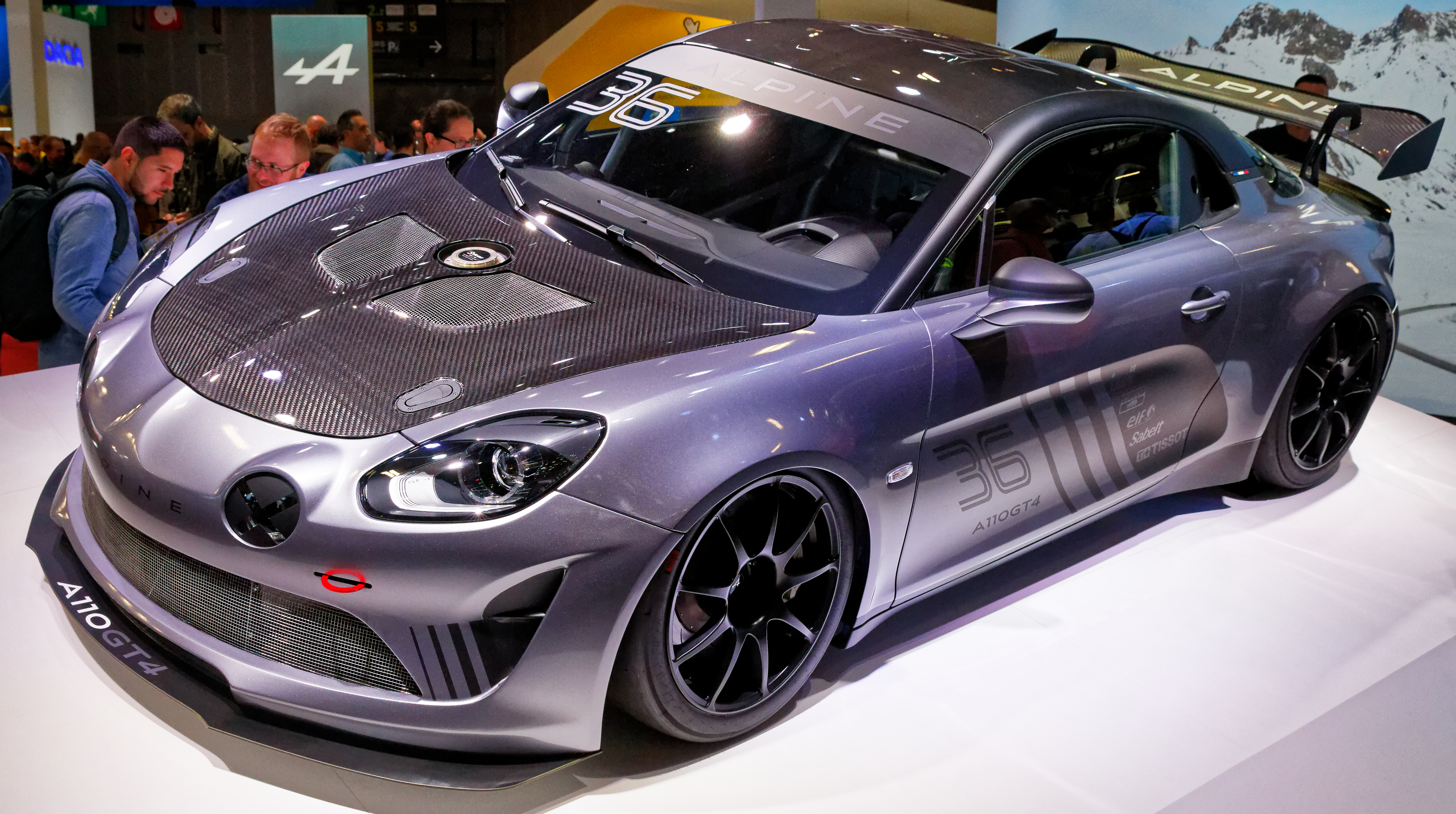
Alpine A110 GT4

Al Salone di Ginevra 2018, l'Alpine ha presentato la versione GT4 della Alpine A110 Cup. Questa versione è un profondo aggiornamento della A110 Cup, ed è dotata di un motore con più potenza e di un'aerodinamica rivista, caratterizzata da uno splitter anteriore molto pronunciato e da un ampio alettone posteriore fisso. Le scuderie clienti che hanno acquistato A110 Cup, possono attraverso un apposito pacchetto aggiornare le loro auto alle specifiche GT4.

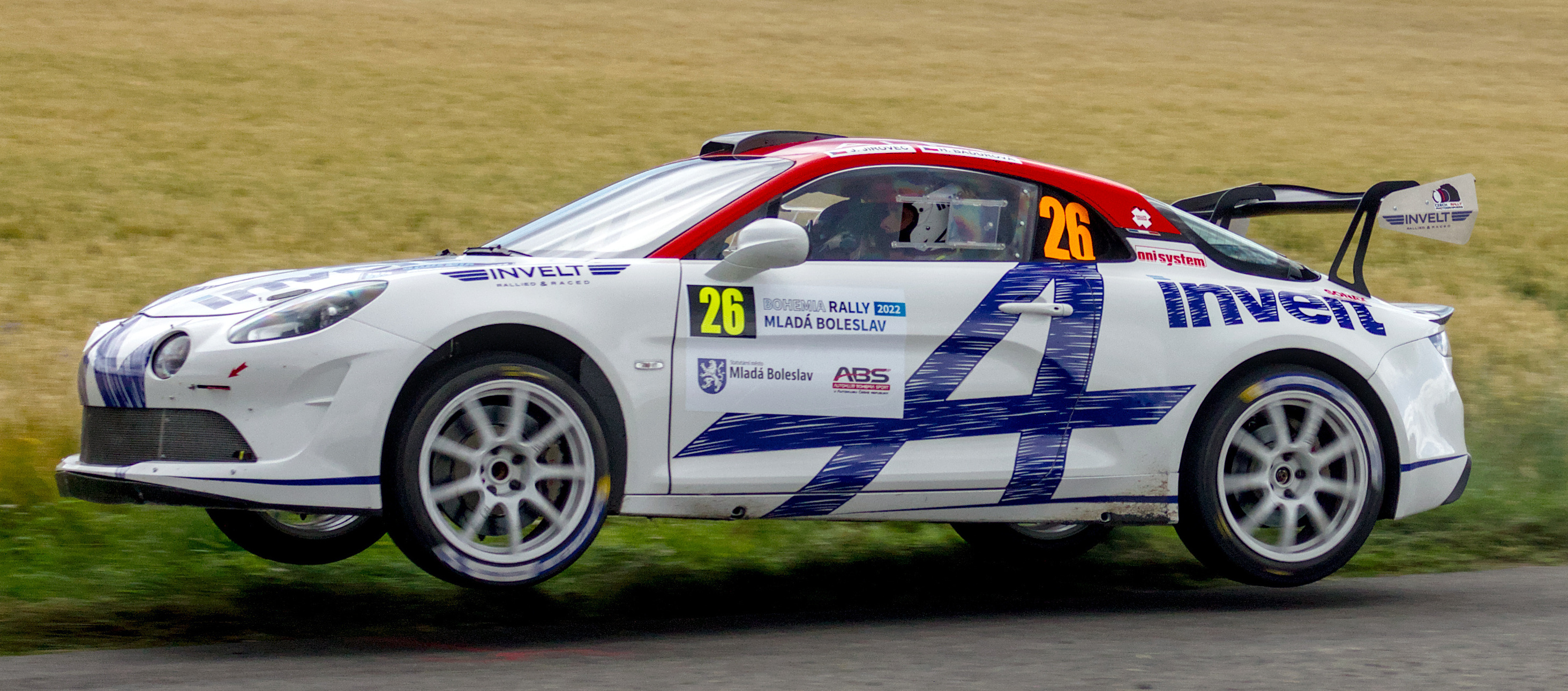
Alpine A110 RGT

### Alpine A110 Rally
L'Alpine A110 Rally (o chiamata anche A110 RGT) è stata annunciata a maggio 2019 e presentato ufficialmente durante il Rallye Mont-Blanc Morzine agli inizi di settembre 2019. È omologato FIA secondo le specifiche del Gruppo R-GT; il suo telaio è derivato dalle versioni Cup e GT4 e con il motore che è stato pesantemente modificato per erogare tra 320 e 330 cavalli di potenza.

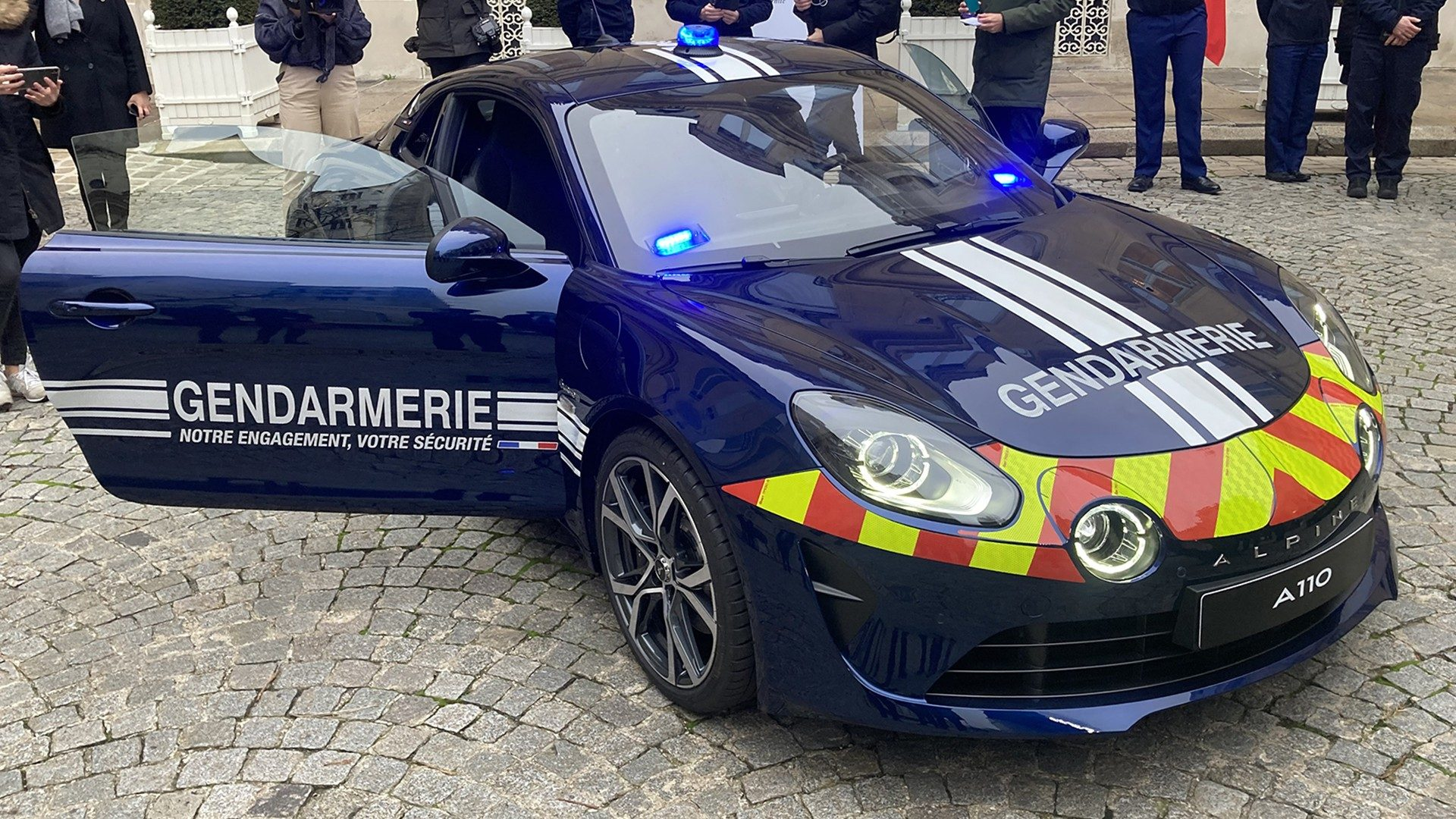
A110 Gendarmerie

## Versione per le forze dell'ordine
Dopo che il gruppo Renault si è aggiudicato la gara d’appalto promossa dal Ministero degli Interni francese, indetta a giugno 2021 per la fornitura quadriennale di autovetture da destinare ai vari corpi di polizia dello stato francese, sono state destinate al corpo della gendarmeria francese 26 esemplari della A110. Questi prevedono un allestimento specifico, che va dalla livrea alla presenza dei lampeggianti sul tettuccio.